# Ambassade de France aux États-Unis

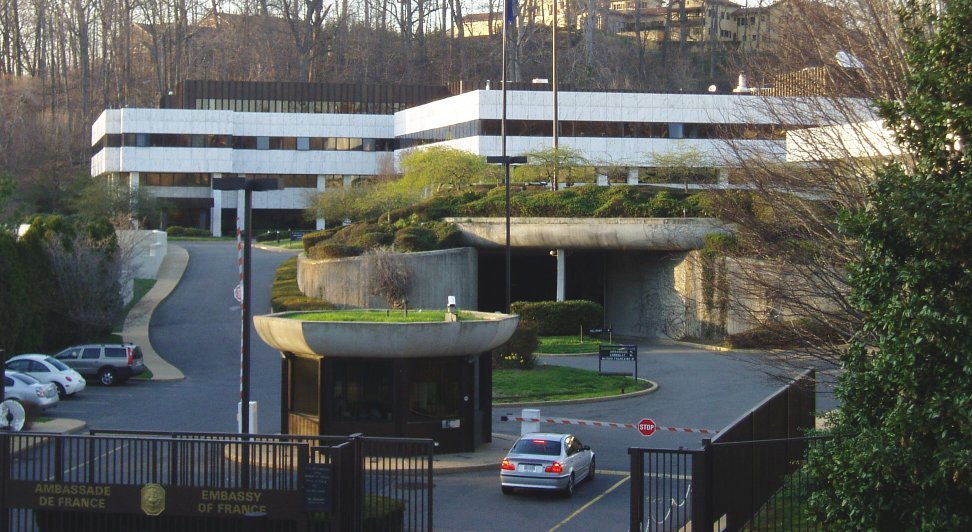
Ambassade de France aux États-Unis.

Ancien logo de l'ambassade, reprenant le logo du gouvernement français avec les étoiles du drapeau américain, remplacé en 2020.

L'ambassade de France aux États-Unis est la représentation diplomatique de la République française auprès des États-Unis d'Amérique. Elle est située à Washington, D.C., la capitale du pays, et son ambassadeur est, depuis 2023, Laurent Bili.

## Ambassade
L'ambassade est située au 4101 Reservoir Road, NW, à Washington, juste au nord de l'université de Georgetown. Elle est la mission diplomatique française la plus importante dans le monde. Sa surface totale est de 35 000 m² et elle regroupe près de 250 employés, dans quatre bâtiments raccordés entre eux qui comprennent : la chancellerie et la mission de Défense, les services et missions de l'ambassade, le consulat général, ainsi que la « Maison française ».
Les services culturels ont leur siège principal à New York, dans l’ancienne résidence de la famille Whitney sur la 5e avenue.

## Histoire
Situé aux lisières du quartier historique de Georgetown, le bâtiment actuel de l'ambassade a été construit au début des années 1980 pour regrouper des services autrefois répartis à travers tout Washington.
Un concours fut lancé en 1975 à l’intention des architectes français. C’est André Remondet, né en 1908, diplômé de l’École nationale des beaux-arts de Paris et architecte en chef des bâtiments publics, qui le remporta. L’édifice fut construit entre mai 1982 et décembre 1984 par l’entreprise George Hyman, de Washington. Des entreprises françaises fournirent la plus grande partie du mobilier et des autres équipements.
Précédemment, l'ambassade de France était située au 2400, 16th Street, à l'ouest de Meridian Hill Park dans une demeure construite en 1907 par l'ancien sénateur John B. Henderson. Avec quatre étages, le bâtiment était situé entre un palais de style vénitien construit aussi par le sénateur et un château aujourd'hui disparu. Sols en marbre, balustrades de fer forgé, murs tendus de soie et façades en pierre de Caen reflétaient le style Beaux-Arts qui avait été choisi pour son édification. L'ambassadeur Jusserand s'y est installé en décembre 1907.

## La résidence de France

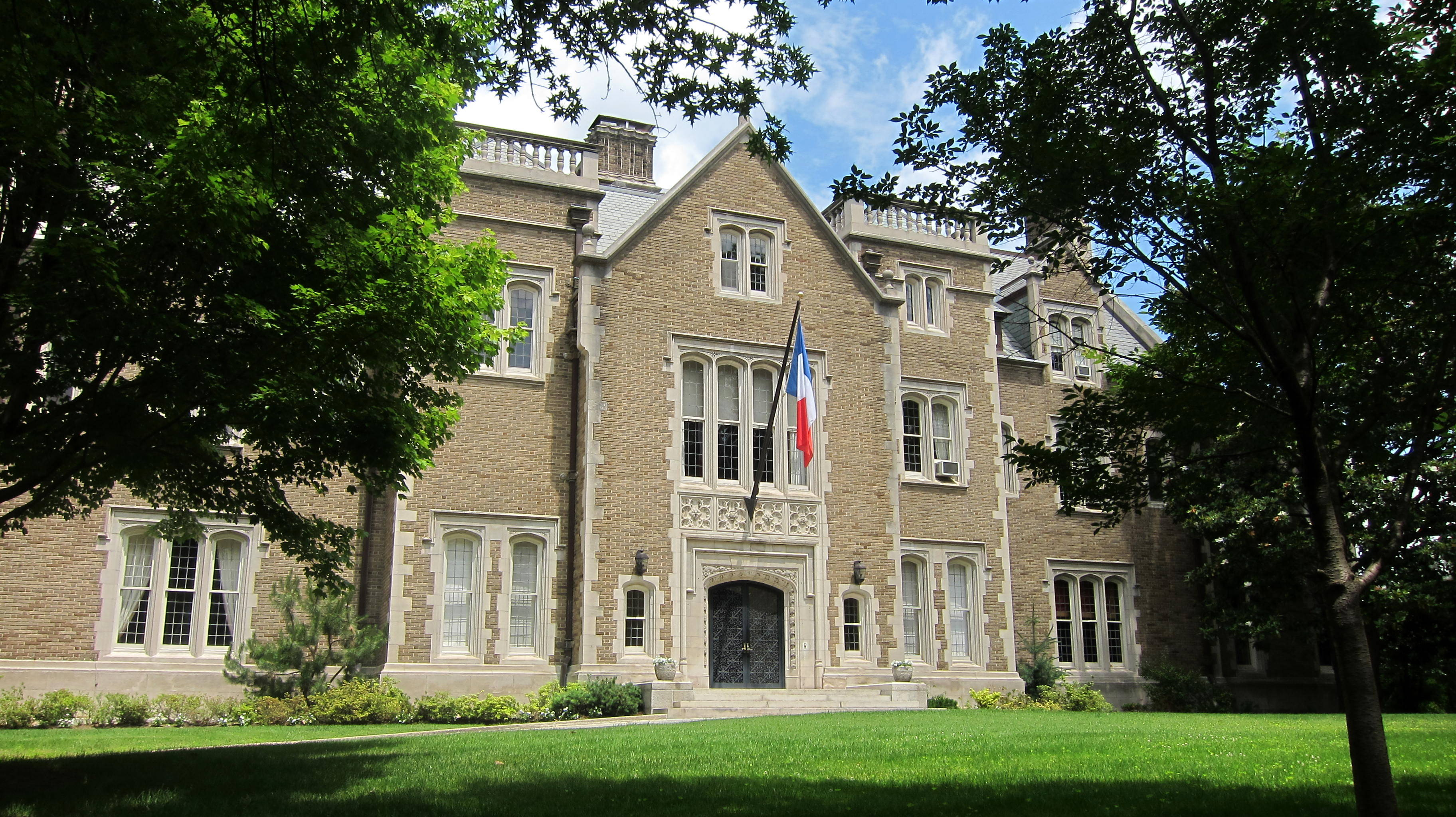
La Résidence de France.

Pour sa part, l'ambassadeur réside et reçoit à la résidence de France, une maison bâtie en 1910, richement décorée, et située au 2221 Kalorama Road. Créée par l'architecte français Jules Henri de Sibour, c'est la plus grande demeure du quartier, à l'architecture inspirée des styles Tudor et Renaissance, comprenant 19 chambres et 11 salles de bain, surplombant Rock Creek Park. Elle a été acquise par l'État français en 1936 après avoir été la résidence du magnat William W. Lawrence, de sa construction jusqu'en 1911, puis de John Hays Hammond, diplomate et homme d'affaires américain. 
La France offre en 2021 aux États-Unis une deuxième statue de la Liberté, celle-ci de 2,83 mètres, initialement conservée dans le square du musée des Arts et Métiers (Paris). Livrée à New-York, elle est d'abord installée à Ellis Island entre les 1er et 6 juillet, donc présente le 4 pour le Jour de l'Indépendance, puis est transférée le 14, pour la Fête nationale française, à Washington, dans les jardins de la résidence de l'ambassadeur de France, où elle doit rester une décennie ; il s'agit en effet d'un prêt du musée des Arts et Métiers. Ce cadeau diplomatique vise à renouveler le geste diplomatique de la France ayant eu lieu un siècle et demi plus tôt et à renforcer ses liens avec la nouvelle administration Biden.

## Ambassadeurs

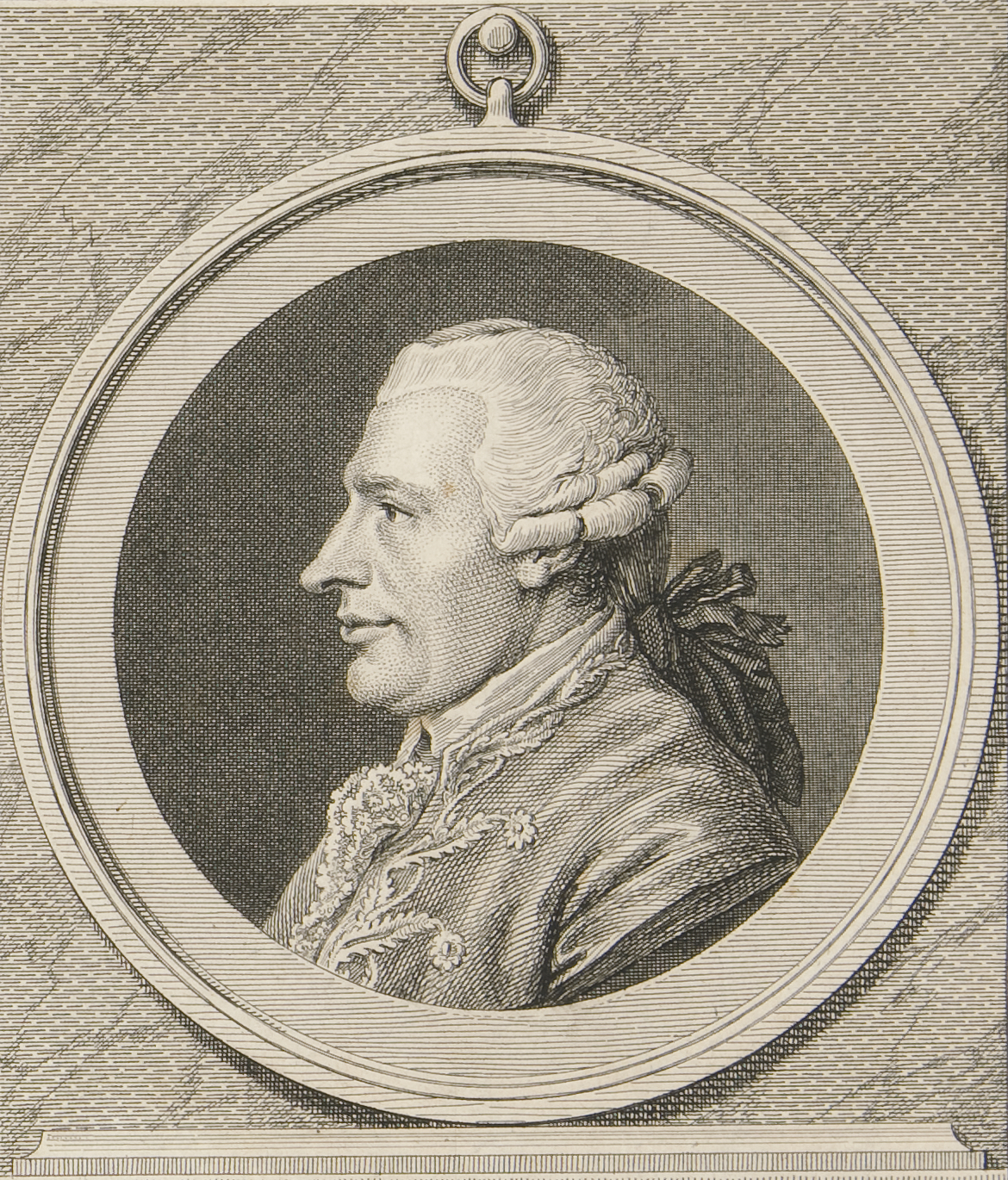
Conrad Alexandre Gérard
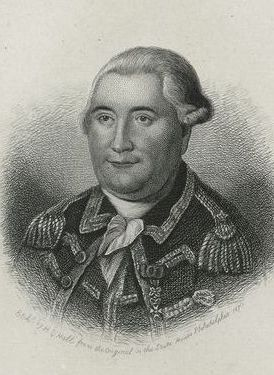
Chevalier de La Luzerne
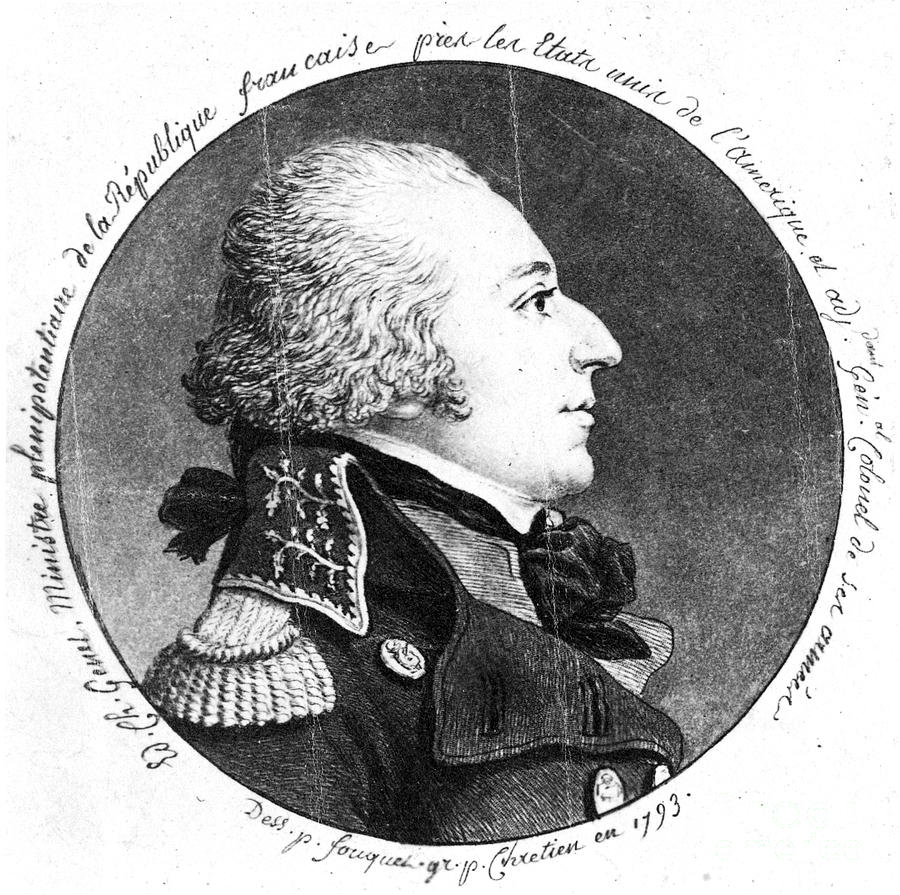
Edmond-Charles Genêt
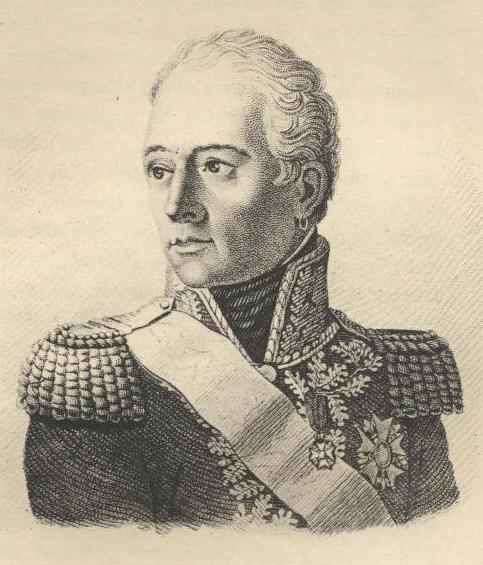
Général Turreau
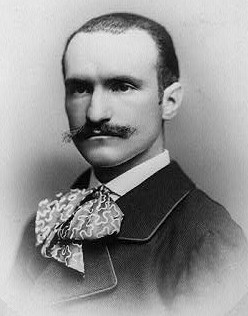
Marquis de Noailles
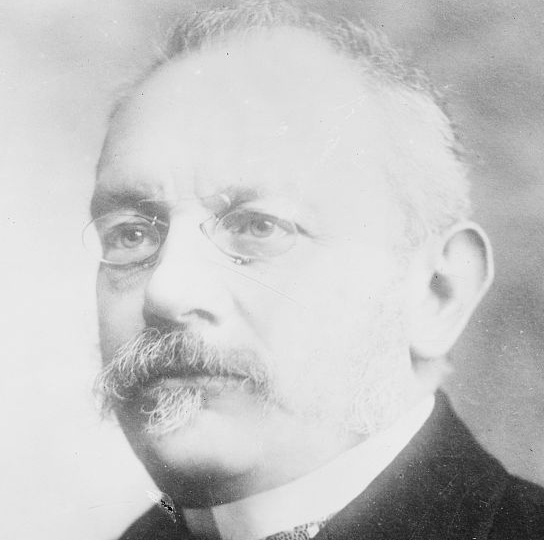
Jules Cambon
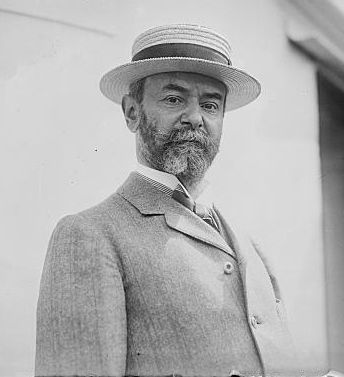
Jean Jules Jusserand
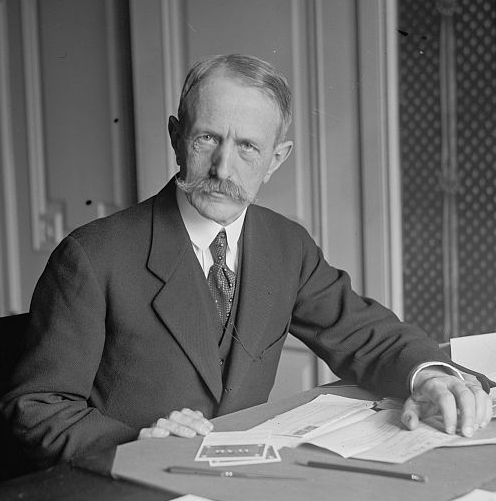
Émile Daeschner
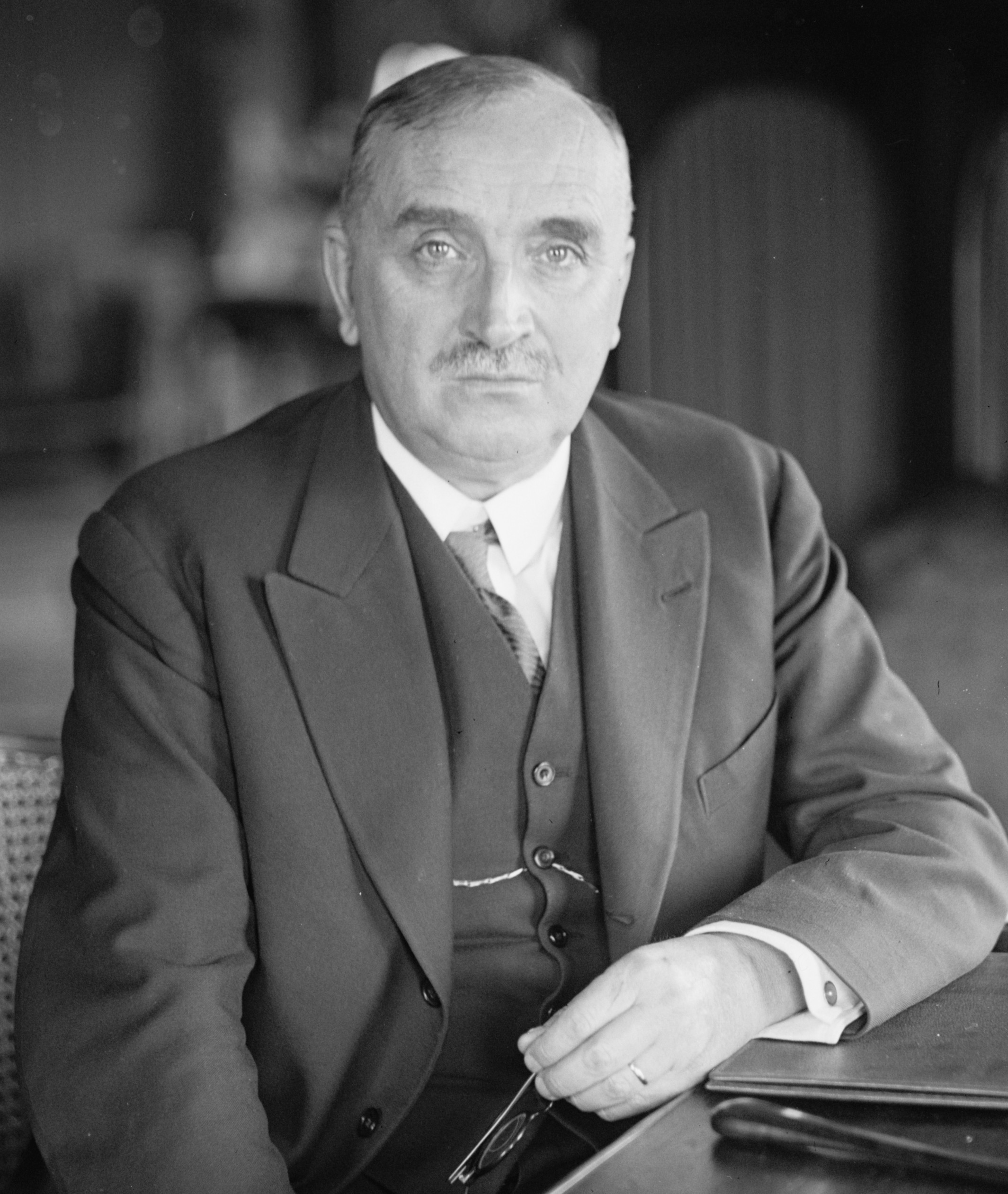
Paul Claudel
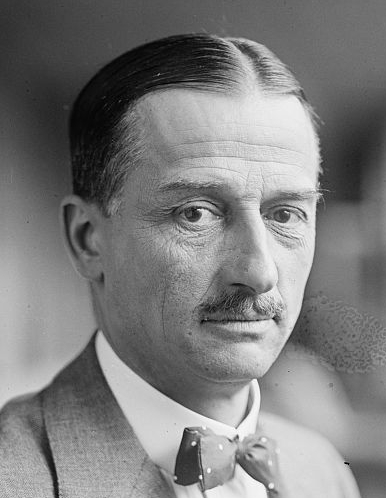
André Lefebvre de Laboulaye
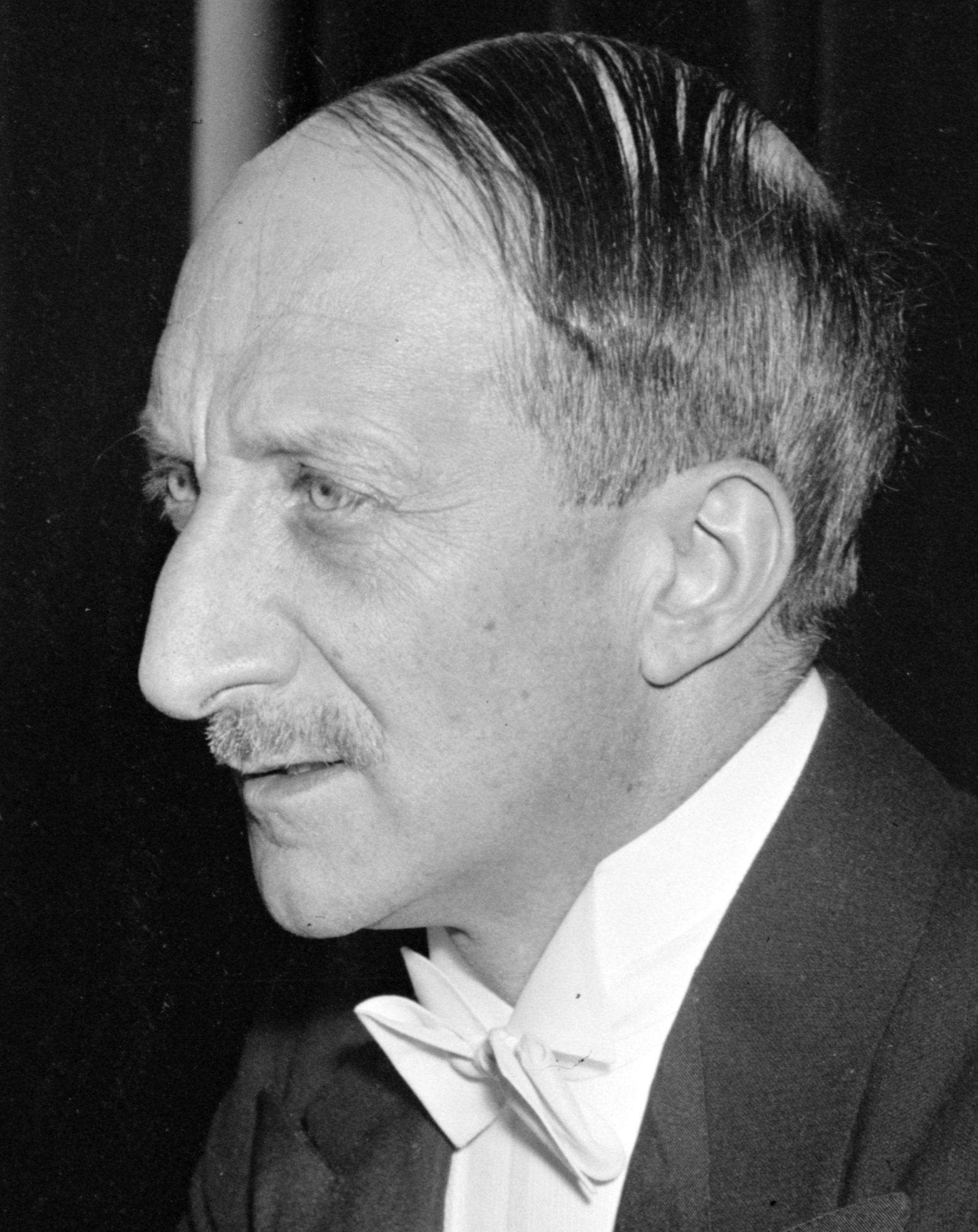
Georges Bonnet
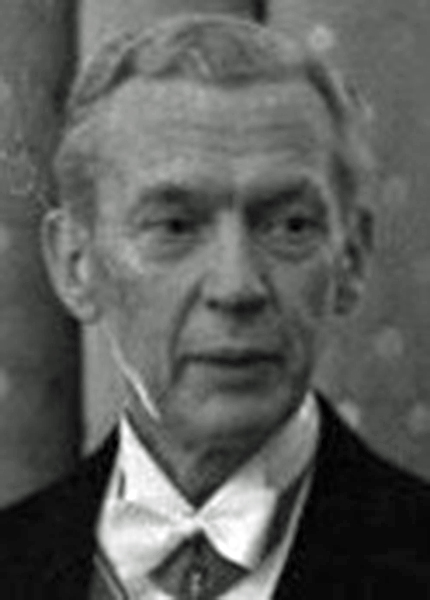
Maurice Couve de Murville

| De   | À    | Ambassadeur                                                              |
| ---- | ---- | ------------------------------------------------------------------------ |
| 1778 | 1779 | Conrad-Alexandre Gérard                                                  |
| 1779 | 1784 | Chevalier de La Luzerne                                                  |
| 1784 | 1785 | François de Barbé-Marbois                                                |
| 1785 | 1787 | Louis-Guillaume Otto                                                     |
| 1787 | 1790 | Comte de Moustier                                                        |
| 1791 | 1793 | Chevalier Jean-Baptiste de Ternant                                       |
| 1793 | 1794 | Edmond-Charles Genêt                                                     |
| 1794 | 1795 | Jean Antoine Joseph Fauchet                                              |
| 1795 | 1796 | Pierre Auguste Adet                                                      |
| 1796 | 1800 | Michel Ange Bernard Mangourit                                            |
| 1800 | 1800 | Joseph Bonaparte Charles Pierre Claret de Fleurieu Pierre-Louis Roederer |
| 1801 | 1804 | Louis-André Pichon                                                       |
| 1804 | 1804 | Félix de Beaujour                                                        |
| 1804 | 1811 | Général Louis Marie Turreau de Garambouville                             |
| 1811 | 1815 | Louis Barbe Charles Sérurier                                             |
| 1815 | 1821 | Jean-Guillaume Hyde de Neuville                                          |
| 1821 | 1824 | Pétry                                                                    |
| 1824 | 1830 | Baron Durant de Mareuil                                                  |
| 1830 | 1831 | Jean Baptiste Gaspard Roux de Rochelle                                   |
| 1831 | 1835 | Louis Barbe Charles Sérurier                                             |
| 1835 | 1837 | Alphonse Pageot                                                          |
| 1837 | 1838 | Charles-Édouard Pontois                                                  |
| 1838 | 1841 | Alphonse Pageot,                                                         |
| 1841 | 1842 | Louis Adolphe Aimé Fourier de Bacourt                                    |
| 1843 | 1849 | Alphonse Pageot                                                          |
| 1849 | 1850 | Ernest-André-Olivier Sain de Bois-Le-Comte                               |
| 1850 | 1851 | Guillaume-Tell de La Vallée-Poussin                                      |
| 1851 | 1860 | Eugène de Sartiges                                                       |
| 1860 | 1864 | Henri Mercier                                                            |
| 1864 | 1866 | Charles de Montholon-Sémonville                                          |
| 1866 | 1870 | Jules Berthemy                                                           |
| 1870 | 1870 | Lucien-Anatole Prévost-Paradol                                           |
| 1870 | 1872 | Jules Joseph Étienne Treilhard                                           |
| 1872 | 1873 | Emmanuel Henri Victurnien de Noailles                                    |
| 1873 | 1877 | Amédée Bartholdi                                                         |
| 1877 | 1882 | Georges-Maxime Outrey                                                    |
| 1882 | 1891 | Théodore Roustan                                                         |
| 1891 | 1897 | Jules Patenôtre                                                          |
| 1897 | 1902 | Jules Cambon                                                             |
| 1902 | 1924 | Jules Jusserand                                                          |
| 1924 | 1925 | Émile Daeschner                                                          |
| 1925 | 1926 | Henry Bérenger                                                           |
| 1926 | 1933 | Paul Claudel                                                             |
| 1933 | 1937 | André Lefebvre de Laboulaye                                              |
| 1937 | 1938 | Georges Bonnet                                                           |
| 1938 | 1940 | René Doynel de Saint-Quentin                                             |
| 1941 | 1942 | Adrien Tixier                                                            |
| 1943 | 1943 | Henri Hoppenot                                                           |
| 1944 | 1954 | Henri Bonnet                                                             |
| 1954 | 1956 | Maurice Couve de Murville                                                |
| 1956 | 1965 | Hervé Alphand                                                            |
| 1965 | 1972 | Charles Lucet                                                            |
| 1972 | 1977 | Jacques Kosciusko-Morizet                                                |
| 1977 | 1981 | François Lefebvre de Laboulaye                                           |
| 1981 | 1984 | Bernard Vernier-Palliez                                                  |
| 1984 | 1989 | Emmanuel Jacquin de Margerie                                             |
| 1989 | 1995 | Jacques Andréani                                                         |
| 1995 | 2002 | François Bujon de l'Estang                                               |
| 2002 | 2007 | Jean-David Levitte                                                       |
| 2007 | 2010 | Pierre Vimont                                                            |
| 2011 | 2014 | François Delattre                                                        |
| 2014 | 2019 | Gérard Araud                                                             |
| 2019 | 2023 | Philippe Étienne                                                         |
| 2023 | auj. | Laurent Bili                                                             |

## Controverse
En 2006, un tribunal américain a considéré que c'était au motif d'être enceinte et musulmane que Saima Ashraf-Hassan, une employée des services culturels de l'ambassade de France, avait été licenciée.
Travaillant alors aux services culturels de l'ambassade de France à Washington D.C. (alors dirigés par Kareen Rispal (en)) elle a déclaré que ses collègues et ses supérieurs l'avaient harcelée, la traitaient de « terroriste » et lui avaient dit qu'elle ne pouvait pas porter de voile religieux. 
Ses supérieurs étaient au courant mais n'ont jamais pris aucune mesure pour la protéger. Ce genre de propos s'est poursuivi, jusqu'à ce qu'elle annonce sa grossesse à son employeur et qu'elle soit licenciée. Le Tribunal fédéral de Washington a conclu que la plaignante était qualifiée de « terroriste », a appris que son superviseur détestait les Indiens et les Pakistanais et avait été insultée par ailleurs[style à revoir] sur la base de la race, de la religion ou de l'origine nationale.
« C'est peut-être la seule fois où un tribunal américain a étendu la portée des lois sur les droits civiques à un citoyen étranger travaillant pour un gouvernement étranger sur le sol étranger dans une ambassade ici à DC », a déclaré pour NBC Washington l'avocat de Saima Ashraf Hassan, Ari Micha Wilkenfeld.

## Consulats

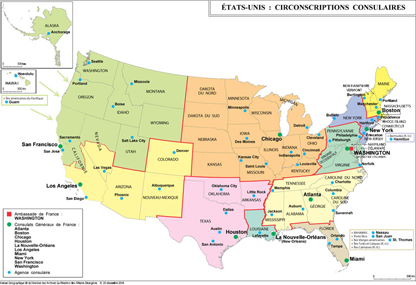
Les circonscriptions dépendant des consulats de France aux Etats-Unis

Il existe dix consulats généraux de France aux États-Unis, disposant chacun d'une circonscription consulaire s'étendant sur plusieurs États (dépassant même parfois les limites du territoire américain) dans laquelle sont désignés des consuls honoraires (leurs listes sont détaillées dans les articles consacrés à chacun des consulats généraux). Ceux-ci, représentants bénévoles de la France sur leur territoire, assurent certaines démarches administratives et collaborant étroitement avec le consulat général qui les supervise. Ils ne peuvent cependant pas délivrer de passeports, cartes d'identité ou entamer les démarches d'état-civil courantes (transcriptions de déclaration de naissance, de mariage ou de décès).
Les dix consulats généraux sont :
- le consulat général de France à Washington ;
- le consulat général de France à Atlanta ;
- le consulat général de France à Boston ;
- le consulat général de France à Chicago ;
- le consulat général de France à Houston ;
- le consulat général de France à La Nouvelle-Orléans ;
- le consulat général de France à Los Angeles ;
- le consulat général de France à Miami ;
- le consulat général de France à New York ;
- le consulat général de France à San Francisco.

### Communauté française
Le nombre de Français établis aux États-Unis est estimé à environ 300 000. Au 31 décembre 2016, 157 849 Français sont inscrits sur les registres consulaires. Au 31 décembre 2014, les 135 837 inscrits étaient ainsi répartis entre les 10 circonscriptions consulaires : Washington : 13 634 • New York : 30 063 • Boston : 7 731 • Chicago : 11 091 • Houston : 9 361 • La Nouvelle-Orléans : 995 • Atlanta : 6 460 • Miami : 11 262 • San Francisco : 19 613 • Los Angeles : 22 654.
| 2001   | 2002   | 2003    | 2004    |
| ------ | ------ | ------- | ------- |
| 81 661 | 88 287 | 102 873 | 104 978 |

| 2005    | 2006    | 2007    | 2008    |
| ------- | ------- | ------- | ------- |
| 106 099 | 116 438 | 111 875 | 117 076 |

| 2009    | 2010    | 2011    | 2012    |
| ------- | ------- | ------- | ------- |
| 118 197 | 115 058 | 122 686 | 125 171 |

| 2013    | 2014    | 2015    | 2016    |
| ------- | ------- | ------- | ------- |
| 129 520 | 135 837 | 141 942 | 157 849 |

| 2017    | 2018    | 2019    | 2020    |
| ------- | ------- | ------- | ------- |
| 163 699 | 164 542 | 158 002 | 148 468 |

| 2021    | - | - | - |
| ------- | - | - | - |
| 136 533 | - | - | - |

Pour des raisons techniques, il est temporairement impossible d'afficher le graphique qui aurait dû être présenté ici.

### Circonscriptions électorales
Depuis la loi du 22 juillet 2013 réformant la représentation des Français établis hors de France avec la mise en place de conseils consulaires au sein des missions diplomatiques, les ressortissants français des États-Unis élisent pour six ans des conseillers consulaires dans chacune des neuf circonscriptions suivantes :
1. Atlanta : 3 conseillers ;
2. Boston : 3 conseillers ;
3. Houston et La Nouvelle-Orléans : 4 conseillers ;
4. Chicago : 4 conseillers ;
5. Miami : 4 conseillers ;
6. Washington : 4 conseillers ;
7. Los Angeles : 5 conseillers ;
8. San Francisco : 5 conseillers ;
9. New York : 5 conseillers.

Ces derniers ont trois rôles :
1. ils sont des élus de proximité pour les Français de l'étranger ;
2. ils appartiennent à l'une des quinze circonscriptions qui élisent en leur sein les membres de l'Assemblée des Français de l'étranger ;
3. ils intègrent le collège électoral qui élit les sénateurs représentant les Français établis hors de France. Afin de respecter la représentativité démographique, deux délégués consulaires sont élus dans la circonscription de New York pour compléter ce collège électoral.

Pour l'élection à l'Assemblée des Français de l'étranger, le territoire des États-Unis était découpé jusqu'en 2014 en quatre circonscriptions électorales :
1. Washington (recouvrant les consulats généraux d'Atlanta, Boston, Miami, New York et Washington) : 5 sièges[35] ;
2. Chicago (consulat général de Chicago) : 1 siège ;
3. Houston (consulats généraux de La Nouvelle-Orléans et Houston) : 1 siège ;
4. San Francisco (consulats généraux de Los Angeles et San Francisco) : 4 sièges.

Les États-Unis représentent désormais une circonscription électorale dont le chef-lieu est New York et qui désigne sept de ses 37 conseillers consulaires pour siéger parmi les 90 membres de l'Assemblée des Français de l'étranger.
Pour l'élection des députés des Français de l'étranger, les États-Unis appartiennent à la 1re circonscription.